# Precedentes de la Supercopa de España de fútbol
Los precedentes de la Supercopa de España de fútbol, son los distintos torneos que se disputaron en España entre los años 1940 y 1953 previos a la vigente Supercopa de España, en las que competían los dos campeones de las principales competiciones del país, el Campeonato Nacional de Liga y el Campeonato de España de Copa.

## Historia
Desde 1940 se han realizado diferentes competiciones, la primera en disputarse (Copa de Campeones de España) competían el campeón de Liga con el campeón de Copa a doble partido. Otras, como la de 1941-47 (Copa Presidente Federación Española de Fútbol), participaron además de los campeones de Liga y Copa de la temporada anterior, los dos mejores clasificados en el campeonato liguero.
En 1945-46 se volvió a organizar un torneo de similar característica bajo el auspicio de la Federación Catalana (Copa de Oro «Argentina») entre los campeones de Liga y Copa. Posteriormente, a partir de 1946, viendo los éxitos de las diversas competiciones anteriores la Real Federación Española de Fútbol organizó siete ediciones seguidas (Copa Eva Duarte), hasta su desaparición en 1952-53.
La actual Supercopa de España tiene sus antecedentes históricos en las siguientes competiciones:
- La Copa de los Campeones (1940), primer precedente conocido, de carácter amistoso,[1] que enfrentaba al campeón de Liga y Copa, siendo entregado el trofeo por el presidente de la Federación Centro.

- La Copa Presidente Federación Española de Fútbol (1941), competición oficial organizada por la Real Federación Española de Fútbol que se jugó en formato de liguilla entre campeones de Liga y Copa y los dos mejores clasificados en Liga después del campeón. Por dificultades organizativas, no concluyó hasta 1947.

- La Copa de Oro «Argentina»  (1945-46), organizada por la Federación Catalana como competición benéfica que enfrentaba al campeón de Liga y Copa.[1]

- La Copa Eva Duarte (1946-47-1952-53), organizada por la Real Federación Española de Fútbol y precedente oficial inmediato del actual formato, que enfrentaba al campeón de Liga y Copa.

### Copa de los Campeones
La Copa de los Campeones de España fue un torneo amistoso disputado entre los campeones de España de Liga y Copa, disputado en la temporada 1940/41, siendo el primer precedente de la actual Supercopa de España, coincidiendo también en su formato actual (encuentros de ida y vuelta, el primero en casa del campeón de Copa y el de vuelta en casa del campeón de Liga). El campeón de Liga fue el Club Atlético-Aviación y el campeón de Copa el Real Club Deportivo Español, ganando el torneo el equipo madrileño por un 10-4 global.

### Copa Presidente RFEF
La Copa Presidente Federación Española de Fútbol fue un torneo oficial reconocido por la Real Federación Española de Fútbol, la cual organizó en el año 1941 y donó el trofeo al campeón (aunque el torneo concluyó en el 1947), disputándose entre los campeones de Liga y Copa más los dos mejores equipos clasificados en el campeonato de liga de Primera División de la temporada 1940-41.
El campeón de Liga fue el Club Atlético-Aviación, el de Copa el Valencia Club de Fútbol y los dos mejores en Liga fueron, el Atlético de Bilbao como subcampeón y el Club de Fútbol Barcelona como cuarto clasificado, ya que el tercer clasificado era el Valencia C. F., pero tenía la plaza ganada en este torneo por ser campeón de Copa. Tras la conclusión del torneo, después de seis años de disputa, fue campeón el Club Atlético-Aviación, un punto por encima del Valencia Club de Fútbol.

### Copa de Oro Argentina
La Copa de Oro «Argentina» fue un torneo benéfico organizado por la Federación Catalana de Fútbol que enfrentó al campeón de la liga española contra el campeón de la Copa del Generalísimo, a iniciativa del cónsul argentino en Barcelona, y con un trofeo sufragado por la colonia argentina de la ciudad. La disputaron el Club de Fútbol Barcelona y el Atlético de Bilbao, venciendo los primeros por 5-4.

### Copa Eva Duarte
La Copa Eva Duarte de Perón se disputó ya bajo los auspicios de la Real Federación Española de Fútbol desde 1947 hasta 1953. Lleva el nombre de Eva Duarte de Perón porque el trofeo fue donado por la esposa del entonces presidente de la República Argentina, y era directamente entregado a la RFEF.
La competición se disputó, bajo esa denominación, durante siete años consecutivos, terminando a causa del fallecimiento, en 1952, de la citada Eva Perón. El Real Madrid Club de Fútbol fue el primer equipo en ganar esta competición y el Club de Fútbol Barcelona el último, ganando tres de las siete ediciones y siendo el único en ganarla en más de una ocasión.

## Historial
Indicado el resultado global tras computar los dos partidos de cada final.
| Edición                             | Campeón                    | Resultado (Des.)    | Subcampeón             | Sede Final                              | Nota(s)                                                                |
| ----------------------------------- | -------------------------- | ------------------- | ---------------------- | --------------------------------------- | ---------------------------------------------------------------------- |
| Copa de los Campeones de España     |                            |                     |                        |                                         |                                                                        |
| 1940                                | (L) Club Atlético-Aviación | 10 - 4              | (C) R. C. D. Español   | Estadio de Sarriá / Estadio de Vallecas | Primer intento de organización. Título no oficial.                     |
| Copa Presidente de la RFEF          |                            |                     |                        |                                         |                                                                        |
| 1941-47                             | (L) Club Atlético-Aviación | 4 - 0               | (C) Valencia C. F.     |                                         | Partido definitorio en liguilla de 4 equipos. Primera edición oficial. |
| Copa de Oro «Argentina»             |                            |                     |                        |                                         |                                                                        |
| 1945                                | (L) C. F. Barcelona        | 5 - 4               | (C) Atlético de Bilbao | Camp de Les Corts                       | Título no oficial.                                                     |
| Copa Eva Duarte de Perón de la RFEF |                            |                     |                        |                                         |                                                                        |
| 1947                                | (C) Real Madrid C. F.      | 3 - 1               | (L) Valencia C. F.     | Estadio de Chamartín                    | Primer formato estable y con continuidad.                              |
| 1948                                | (L) C. F. Barcelona        | 1 - 0               | (C) Sevilla C. F.      | Estadio de Mestalla                     |                                                                        |
| 1949                                | (C) Valencia C. F.         | 7 - 4               | (L) C. F. Barcelona    | Stadium Metropolitano                   |                                                                        |
| 1950                                | (C) Atlético de Bilbao     | 5 - 5 (2 - 0, des.) | (L) Atlético de Madrid | Estadio de Chamartín                    | Primera y única final decidida en un partido de desempate.             |
| 1951                                | (L) Atlético de Madrid     | 2 - 0               | (C) C. F. Barcelona    | Estadio de Chamartín                    |                                                                        |
| 1952                                | (D) C. F. Barcelona        | –                   | –                      |                                         | Campeonato automático, al ganar Copa y Liga (doblete).                 |
| 1953                                | (D) C. F. Barcelona        | –                   | –                      |                                         | Campeonato automático, al ganar Copa y Liga (doblete).                 |

## Palmarés
* Nota: solo se contabilizan las ediciones oficiales desde la creación del torneo.
| Equipo             | Títulos | Subcamp. | Años campeonatos |
| ------------------ | ------- | -------- | ---------------- |
| C. F. Barcelona    | 3       | 2        | 1948-49, 1952-53 |
| Atlético de Madrid | 2       | 1        | 1940-41, 1951-52 |
| Valencia C. F.     | 1       | 2        | 1949-50          |
| Real Madrid C. F.  | 1       | -        | 1947-48          |
| Atlético de Bilbao | 1       | -        | 1950-51          |
| Sevilla C. F.      | -       | 1        |                  |